# Godzsúon
A godzsúon (五十音; Hepburn: gojūon) a kanák rendszerezésére használt rendszer a japán nyelvben, az ábécérendhez hasonló rendszer, mely fonémák szerint alkot bizonyos sorrendet. Szó szerinti jelentése „50 hang”, és egy 5×10-es rácsban helyezi el a kanákat. A rács a magánhangzókal kezdődik: あ (a), い (i), う (u), え (e), お (o), majd a [k] hanggal alkotott szótagokkal folytatódik: か (ka), き (ki), く (ku), け (ke), こ (ko), és így tovább. A modern kanarácsban 46 írásjegy szerepel. Eredetileg is voltak „lyukak” a rácsban, köszönhetően annak, hogy nem mindegyik mássalhangzó–magánhangzó kombináció létezik a japán nyelvben (ji, vu), a je kikopott a klasszikus korban, illetve a modern korban két szótagot (vi, ve) már nem használnak. Az ん (n) kana nem tartozik a rácsba, mert jóval később alkották meg, mint a godzsúont magát. A rendszert a Heian-korban alkották meg.
A hagyományos godzsúon csak az alap kanákat tartalmazza, a dakuten és handakuten segítségével módosítottakat nem, valamint sem a szokuon (っ), sem a jóon (ゃ,ゅ,ょ) nem tartozik bele. 
A godzsúon rendszert használják Japánban a szótárak is. Használatban van még az iroha rendszer, bár jóval ritkábban, valamint a kandzsik rendszerezésére a kínaiból átvett gyök alapú sorrend.

## Táblázat
A táblázat a hagyományos, vertikális japán írássorrendet használja, felülről lefelé és jobbról balra kell olvasni. Mindegyik négyzetben egy szótag szerepel: a hiragana, alatta a katakana, majd a Hepburn-átírás, illetve zárójelben a magyaros átírás, amennyiben különbözik a Hepburntől, ez alatt pedig a szótag nemzetközi fonetikai ábécé szerinti kiejtése.
| /N/              | /w/                | /r/           | /y/                | /m/           | /h/           | /n/           | /t/                   | /s/                 | /k/           | Ø           |     |
| ---------------- | ------------------ | ------------- | ------------------ | ------------- | ------------- | ------------- | --------------------- | ------------------- | ------------- | ----------- | --- |
| ん ン n [ɴ] etc. | わ ワ wa (va) [w͍a] | ら ラ ra [ɽa] | や ヤ ya (ja) [ja] | ま マ ma [ma] | は ハ ha [ha] | な ナ na [na] | た タ ta [ta]         | さ サ sa (sza) [sa] | か カ ka [ka] | あ ア a [a] | /a/ |
| ん ン n [ɴ] etc. | ゐ ヰ wi (vi) [i]  | り リ ri [ɽi] |                    | み ミ mi [mi] | ひ ヒ hi [çi] | に ニ ni [ni] | ち チ chi (csi) [tɕi] | し シ shi (si) [ɕi] | き キ ki [ki] | い イ i [i] | /i/ |
| ん ン n [ɴ] etc. |                    | る ル ru [ɽu͍] | ゆ ユ yu (ju) [ju͍] | む ム mu [mu͍] | ふ フ fu [ɸu͍] | ぬ ヌ nu [nu͍] | つ ツ tsu (cu) [tsu͍]  | す ス su (szu) [su͍] | く ク ku [ku͍] | う ウ u [u͍] | /u/ |
| ん ン n [ɴ] etc. | ゑ ヱ we (ve) [e]  | れ レ re [ɽe] |                    | め メ me [me] | へ ヘ he [he] | ね ネ ne [ne] | て テ te [te]         | せ セ se (sze) [se] | け ケ ke [ke] | え エ e [e] | /e/ |
| ん ン n [ɴ] etc. | を ヲ wo (vo) [o]  | ろ ロ ro [ɽo] | よ ヨ yo (jo) [jo] | も モ mo [mo] | ほ ホ ho [ho] | の ノ no [no] | と ト to [to]         | そ ソ so (szo) [so] | こ コ ko [ko] | お オ o [o] | /o/ |

     nem használt / elavult
A sorok neve dan (段), az oszlopoké pedig gjó (行).